# Cry Pretty (альбом Кэрри Андервуд)
| Совокупная оценка    | Совокупная оценка |
| Источник             | Оценка            |
| -------------------- | ----------------- |
| Metacritic           | 70/100            |
| Оценки критиков      |                   |
| Источник             | Оценка            |
| AllMusic             | [ 2 ]             |
| Rolling Stone        | [ 3 ]             |
| Conseqence Of Sound  | B                 |
| Exclaim!             | 6/10              |
| Entertainment Weekly | B+                |

Cry Pretty — шестой студийный альбом американской кантри-певицы Кэрри Андервуд. Релиз в Северной Америке состоялся 14 сентября 2018 года. Диск занял первую строку в хит-парадах США (Billboard 200) и Канады.
Андервуд впервые сообщила о новом альбоме 18 апреля 2018 года. Сопродюсером был выбран David Garcia.
Альбом Cry Pretty получил положительные отзывы музыкальной критики и интернет-изданий: Metacritic (70 из 100), Rolling Stone (назвал Cry Pretty «современным кантри-альбомом, вращающимся около поп-музыки и R&B, но не входя в них по-уши как Тейлор Свифт, в то же время демонстрируя характер мегазвезды, к которому надо стремиться»; также отмечено некоторое сходство с музыкой таких исполнителей как Adele, Kate Bush, Beyoncé, Brad Paisley и Alison Krauss, объясняя, что «в основе архитектуры этого альбома лежит R&B»).
Альбом дебютировал на первом месте Billboard 200 с тиражом 266 000 единиц, включая 251,000 копий традиционных продаж (11,000 единиц SEA и 4,000 единиц TEA).
Андервуд стала первой женщиной в истории чарта с 4 кантри-альбомами лидерами Billboard 200 (ранее были на № 1 диски Play On в 2009 и Carnival Ride в 2007), опережая Линда Ронстадт, Фэйт Хилл и Taylor Swift, имеющих по три кантри-альбома № 1. Свифт имеет 5 чарттопперов в Billboard 200, но только 3 из них были также № 1 в кантри-чарте Top Country Albums, в то время как её два последних диска — reputation и 1989 — были поп-альбомами. Среди всех кантри-исполнителей лидирует Гарт Брукс, у которого 9 альбомов-чарттопперов в Billboard 200.
Также он сразу достиг первого места в Канаде (Canadian Albums Chart).

## Список композиций
По данным Rolling Stone и iTunes Store
| №                   | Название                                                           | Автор(ы)                                               | Длительность |
| ------------------- | ------------------------------------------------------------------ | ------------------------------------------------------ | ------------ |
| 1.                  | «Cry Pretty»                                                       | Carrie Underwood Hillary Lindsey Lori McKenna Liz Rose | 4:07         |
| 2.                  | «Ghosts on the Stereo»                                             | Lindsey Tom Douglas Andrew Dorff                       | 4:13         |
| 3.                  | «Low»                                                              | Underwood Garcia Lindsey                               | 3:31         |
| 4.                  | «Backsliding»                                                      | Underwood Garcia Lindsey                               | 4:37         |
| 5.                  | «Southbound»                                                       | Underwood Garcia Josh Miller                           | 3:22         |
| 6.                  | «That Song That We Used to Make Love To»                           | Lindsey Jason Evigan                                   | 3:35         |
| 7.                  | «Drinking Alone»                                                   | Underwood Garcia Brett James                           | 4:18         |
| 8.                  | «The Bullet»                                                       | Marc Beeson Andy Albert Allen Shamblin                 | 4:10         |
| 9.                  | «Spinning Bottles»                                                 | Underwood Garcia Lindsey                               | 3:16         |
| 10.                 | «Love Wins»                                                        | Underwood Garcia James                                 | 3:48         |
| 11.                 | «End Up with You»                                                  | Lindsey Brett McLaughlin Will Weatherly                | 3:13         |
| 12.                 | «Kingdom»                                                          | Underwood Chris DeStefano Dave Barnes                  | 4:34         |
| 13.                 | «The Champion» (при участии Ludacris) (бонусный трек) (Jim Jonsin) | Underwood Christopher Bridges DeStefano James          | 3:42         |
| Общая длительность: | Общая длительность:                                                | Общая длительность:                                    | 50:26        |

## Чарты
| Чарт (2018)                              | Высшая позиция |
| ---------------------------------------- | -------------- |
| Australian Albums (ARIA)                 | 4              |
| Australian Country Albums (ARIA)         | 1              |
| Бельгия/Фландрия (Ultratop)              | 56             |
| Бельгия/Валлония (Ultratop)              | 111            |
| Канада (Canadian Albums, Billboard)      | 1              |
| Нидерланды (Album Top 100)               | 46             |
| Ирландия (IRMA)                          | 40             |
| Новая Зеландия (RMNZ)                    | 32             |
| Шотландия (Scottish Albums Chart)        | 12             |
| Швейцария (Schweizer Hitparade)          | 36             |
| Великобритания (UK Albums Chart)         | 16             |
| Великобритания (UK Country Albums Chart) | 1              |
| США (Billboard 200)                      | 1              |
| США (Billboard Top Country Albums)       | 1              |

| Чарт (2018)      | Позиция |
| ---------------- | ------- |
| US Billboard 200 | 88      |

## Синглы
| Год  | Сингл        | Высшая позиция в чарте | Высшая позиция в чарте | Высшая позиция в чарте | Высшая позиция в чарте |
| Год  | Сингл        | US Country             | US                     | Country Airplay        | CAN                    |
| ---- | ------------ | ---------------------- | ---------------------- | ---------------------- | ---------------------- |
| 2018 | «Cry Pretty» | 5                      | 48                     | 9                      | 8                      |
| 2018 | «Love Wins»  | 25                     |                        | 19                     | 44                     |

## Сертификации
| Регион                                                                      | Сертификация | Продажи |
| --------------------------------------------------------------------------- | ------------ | ------- |
| Канада (Music Canada)                                                       | Платиновый   | 80 000  |
| США (RIAA)                                                                  | Платиновый   | 534,000 |
| Данные о продажах + прослушиваниях приведены только на основе сертификации. |              |         |